# Haplolobus sarawakanus
Haplolobus sarawakanus là một loài thực vật thuộc họ Burseraceae. Đây là loài đặc hữu của Malaysia.